# Mohammad Ruhul Amin
Cet article concerne le 15e juge en chef du Bangladesh. Pour le 16e, voir M. M. Ruhul Amin.
Mohammad Ruhul Amin (en bengali : মুহাম্মদ রুহুল আমিন), né le 1er juin 1941 dans le Noakhali (Inde britannique) et mort le 24 novembre 2024, est un juriste bangladais qui occupe le poste de président de la Cour suprême du Bangladesh et de juge en chef du Bangladesh du 1er mars 2007 au 31 mai 2008.

## Carrière
Du 7 au 13 juin 2005, Mohammad Ruhul Amin, alors à la division d'appel de la Cour suprême du Bangladesh a assumé les responsabilités du juge en chef en l'absence du juge J. R. Mudassir Husain. Le président Iajuddin Ahmed lui a confié ces responsabilités en vertu de l'article 97 de la Constitution du Bangladesh.
Mohammad Ruhul Amin est le juge en chef du Bangladesh à partir du 1er mars 2007, selon un communiqué Département de l'information de la presse qui indique que le président Iajuddin Ahmed a nommé le juge le plus ancien de la Division d'appel à la tête du pouvoir judiciaire. JR Mudassir Husain, le prédecesseur, prend sa retraite le 28 février.
Mohammad Ruhul Amin a prévenu que toute irrégularité et corruption ne serait en aucun cas tolérée dans l'institution dont le rôle cardinal est d'établir la justice. « Des mesures sévères seront prises après enquête à l'encontre de toute personne impliquée dans des affaires de corruption », a-t-il déclaré lors de la cérémonie d'installation des membres du comité exécutif de l'association du barreau du district de Chittagong.
L'Association du barreau de la Cour suprême (SCBA) n'a pas fait ses adieux à Mohammad Ruhul Amin lors du dernier jour de son mandat, en signe de protestation contre certains jugements de la Cour suprême. Pour lui succéder, le président Ahmed a nommé Mohammad Ruhul Amin au poste de juge en chef, à la place du juge Mohammad Fazlul Karim, le membre le plus ancien de la division d'appel de la Cour suprême après le juge en chef en exercice. La convention d'ancienneté a déjà été violée le 23 juin 2003, par le régime de l'Alliance BNP-Jamaat, lorsque le juge K. M. Hasan a été nommé juge en chef du Bangladesh à la place de deux de ses collègues, le même Mohammad Ruhul Amin et Md. Fazlul Karim.